# Phaeostrophiaceae
Famille
Les Phaeostrophiaceae sont une famille d'algues brunes de l’ordre des Sphacelariales. 

## Étymologie
Le nom vient du genre type Phaeostrophion, qui vient du grec φαιός / phaiós, « brun-sombre ; brun-verdâtre », et στροφάς / strophás, « circulaire ; qui tournoie ; enroulé autour ; tordu », en référence à la couleur et à la forme des frondes de cette algue.

## Liste des genres
Selon AlgaeBase (12 août 2017) :
- Phaeostrophion Setchell & N.L.Gardner

Selon World Register of Marine Species (12 août 2017) :
- Bodanella Zimmermann, 1927
- Heribaudiella Gomont, 1896
- Phaeostrophion Setchell & Gardner, 1924